# Club Voleibol Palma
|  | No s'ha de confondre amb el Club Voleibol Pòrtol, que durant un temps s'anomenà Palma Volley |

El Club Voleibol Palma, conegut per raons de patrocini com a Urbia Vòlei Palma (antigament Esporles Voleibol Club i Can Ventura Palma), és un club de volley de la ciutat de Mallorca fundat l'any 2013. Quatre anys després del naixement es proclamà campió de lliga, esdevenint el successor dels CV Son Amar i CV Pòrtol, els altres dos campions de lliga mallorquins. Disputa els seus partits a les instal·lacions esportives municipals de Son Moix.

## Història
El club fou fundat el 2013 a Esporles com a Esporles VC. Durant primera temporada, la 2013/14, Damià Seguí, històric del vòlei mallorquí, s'afegí al projecte i aconseguí l'ascens al Poliesportiu Germans Escalas de Palma amb una plantilla formada de jugadors mallorquins i un polonès. Durant la segona temporada s'incorporà el mecenatge de l'empresa Can Ventura, que reanomenà el club Can Ventura Palma i així el club s'establí definitivament a Palma, al mateix Poliesportiu Germans Escalas. El club aconseguí tres ascensos consecutius fins que la temporada 2016/17, la primera a la Superlliga, el club aconseguí el títol i també la Copa del Rei gràcies a la feina de Damià Seguí i l'entrendor Marcos Dreyer, i així s'afegí a la llista de clubs mallorquins campions de vòlei, amb els dos CV Son Amar. Durant aquella mateixa temporada, el club abandonà el Germans Escalas i passà a jugar a les pistes de Son Moix, amb capacitat per 3.800 persones.
Aconseguit el títol, Damià Seguí anuncià que abandonava el projecte i l'espònsor de Can Ventura per motius de salut, i el club hagué de trobar nous patrocinadors que donassin suport al projecte. El principal mecenes del nou projecte fou l'empresa Urbia Services, i així el club prengué el nou nom de Urbia Vòlei Palma, que actualment manté. De llavors ençà, el club s'ha mantengut a la màxima categoria però no ha guanyat cap més títol. L'estiu de 2020 el club de futbol sala Palma Futsal assumí la gestió de l'Urbia Vòlei gràcies a la bona relació entre els dos clubs.

## Estadístiques

### Temporades
- Superlliga: 2016/17 (campió), 2017/18, 2018/19 i 2019/20[9]
- Copa: 2016/17 (campió), 2017/18, 2018/19 i 2019/20[9]
- Superlliga 2: 2015/16 (campió)[9]
- Primera Nacional: 2014/15 (campió)[9]

### Entrenadors
| Entrenador    | País   | Temporada   |
| ------------- | ------ | ----------- |
| Marcos Dreyer | Brasil | 2016 - Act. |